# غلين بوكانان
غلين بوكانان (بالإنجليزية: Glenn Buchanan)‏ هو سباح أسترالي، ولد في 19 نوفمبر 1962 في تاونسفيل في أستراليا.

## وصلات خارجية
- غلين بوكانان على موقع الاتحاد الدولي للسباحة (الإنجليزية)
- غلين بوكانان على موقع أوليمبيديا (الإنجليزية)
- غلين بوكانان على موقع اللجنة الأولمبية الأسترالية (الإنجليزية)